# Полхов Градец
Полхов Градец (на словенски: Polhov Gradec) е село в Словения, Средна Словения. Административен център на община Доброва-Полхов Градец. Според Националната статистическа служба на Република Словения през 2002 г. селото има 613 жители.